# 李隠之
李 隠之（イ・ウンジ、朝鮮語: 이은지、655年 - 705年）は、中国系高句麗人の唐の官僚。息子の李懐の墓誌に「公の十二葉の祖の敏は河内太守と為る…因って遼東の人と為る」とあり、先祖が高句麗に移民し、高句麗化していた漢人。

## 人物
長安ないし洛陽で生まれる。李隠之の祖父の李敬は、唐太宗の唐の第一次高句麗出兵後の645年に長安に渡る。李隠之の祖父の李敬は長安に居を定めてすぐに逝去したことから、李隠之の父である李直は栄誉を享受しておらず、李隠之も官位は高くないが、息子の李懐は、玄宗の韋氏の乱平定に勲功を立て、活躍する。李隠之が結婚した河間県君の劉氏は漢人である。

## 出自
李隠之の墓誌が出土しており、墓誌は洛陽九朝刻石文字博物館に所蔵されている。墓誌石の長さは 48.5センチ、幅は53センチ、22行、楷書、墓誌蓋は篆書で「大唐故李府君墓誌銘」、鴛鴦紋と唐草紋がある。また、李隠之の息子の李懐の墓誌が1928年に洛陽の北16キロの南陳庄村で出土しており、千唐誌斎博物館が所蔵している。
楼正豪は、この墓誌史料、『三国志』『晋書』『北史』『新唐書』などに基づき、李隠之と李懐の先祖の考証をおこない、「李敏 - 李信 - 李胤 - □□ - □□ - □□ - □□ - □□ - □□ - 李敬 - 李直 - 李隠之 - 李懐 - 李智通」という李氏の系譜を明らかにしている。
李隠之は「殯を河南府河南県平楽郷の原にうつし」、開元廿七年五月に妻の劉氏と合葬となり、新たな墓は「公の旧塋の西南一里半」にある。李懐は、天宝四載四月二十二日に妻の王氏と「洛陽県平楽郷の原、周礼に従う」に合葬されている。すなわち、李隠之・李懐父子の墓は区域内にあり、唐人の家族父子は共同墓地をもつという慣例に準じており、高句麗化した漢人後裔である李隠之・李懐父子は、純粋な高句麗人とは生活規範に相当違いがみられる。